# دجاج (طعام)
الدجاج هو أحد أكثر الدواجن في العالم في الدول المتطورة، وهو يخضع إلى طرق الزراعة المكثفة، كما يؤكل الدجاج في جميع انحاء العالم على اشكال متعددة منه المقلي مثل البروست والمقرمش أو المغلف بطبقة من الخبز والدجاج المشوي في الفرن أو على الفحم ويعتبر من اللحوم البيضاء، ويشيع كشكل من الأكلات السريعة وكذلك في الأكلات التقليدية في بعض البلدان مع الأرز أو الخضراوات أو البهارات أو غيرها.

## التاريخ
الدجاج الحديث هو منحدر من هجين دجاج الأدغال الأحمر مع دجاج الأدغال الرمادي، حيث تمت تربيته منذ ألاف السنين في الاجزاء الشمالية من شبة القارة الهندية.
الدجاج كلحوم تصورت في منحوتات العهد البابلي منذ قرابة 600 سنة قبل الميلاد. الدجاج كان واحد من أشهر اللحوم المتوفرة في القرون الوسطى. وكان يؤكل حول كافة نصف الأرض الشرقي و عدد مختلف من الأنواع كالديك المخصي، والفراخ. وكان واحد من المكونات الأساسية بما يطلق عليه مهلبية، اليخنة عادةً ماتتكون من الدجاج والبصل المشوي مطبوخ في حليب ومبهر بتوابل وسكر.
في بداية 1800 الدجاج كان أغلى من اللحوم الأخرى وكان يؤكل بواسطة الأغنياء لأنه باهظ الثمن ولم يكن جميع الناس يستطيع الحصول عليه". استهلاك الدجاج في الولايات المتحدة ارتفع خلال الحرب العالمية الثانية بسبب نقص لحم بقر و لحم الخنزير. في أوروبا، إستهلاك الدجاج تفوق على استهلاك لحم البقر ولحم العجل في 1996، وذلك بالربط بتوعية المستهلك بجنون البقر.

## التربية

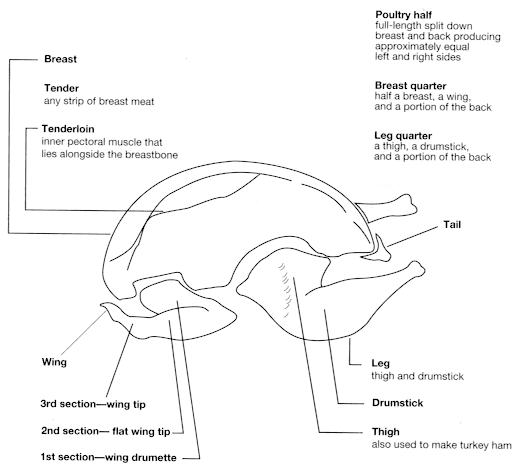
تصنف وزارة الزراعة الأمريكية
قطع الدواجن بطريقة مشابهة للحوم البقر.

السلالات الحديثة من الدجاج مثل «كورنيش كروس» (Cornish Cross) تُربى خصيصاً لإنتاج اللحوم. سلالات الدجاج الأكثر شيوعاً التي تُستهلك في الولايات المتحدة هي سلالات «دجاج كورنيش» (Cornish) و«دجاج وايت روك» (White Rock).
الدجاج الذي يُربى خصيصاً لتناول لحمه يُسمى «فروج اللحم». في الولايات المتحدة، عادةً ما تُذبح فروج اللحم في سن مبكرة تصل إلى 8 أسابيع.
تنتج الديوك المخصية (Capons) لحوماً بكميات أكبر وأكثر دسامةً. لهذا السبب، فهي تعتبر طعامًا شهيًا وكانت شائعة بشكل خاص في العصور الوسطى.

## الاجزاء الصالحة للأكل
- الأجزاء الأساسية
  - الصدر: وهو ذو لحم أبيض جافٌ نسبياً.
  - الطرف السفلي: يتكون من جزأين:
    1. «الساق» الجزء السفلي من الاطراف السفلية وهو ذو لحم غامق.
    2. «الفخذ» الجزء العلوي من الاطراف السفلية وهو أيضاً ذو لحم غامق.

  - الجناح: غالبًا ما يتم تقديمه كوجبة خفيفة أو كطعام حانات، مثل طبق اجنحة البوفالو. يتكون الجناح من ثلاثة أقسام:
    1. «الكاحل»، على شكل عصا طبل صغير، وهو ذو لحم أبيض.
    2. الجزء الأوسط «المسطح» الذي يحتوي على عظمتين
    3. الطرف، غالبا ما يتم التخلص منه.
- أجزاء أخرى
  - أقدام الدجاج: تحتوي على كمية قليلة نسبياً من اللحم، وتؤكل بشكل أساسي من أجل الجلد والغضاريف. على الرغم من اعتبارها غريبة في المطبخ الغربي، إلا أن أقدام الدجاج من الأطعمة الشائعة في المطابخ الأخرى، وخاصةً في منطقة البحر الكاريبي والصين.
  - الأحشاء: وهي تشمل أعضاء مثل القلب والحوصلات والكبد، ويمكن ان تباع داخل دجاجة مذبوحة أو تُباع منفصلة.
  - الرأس: يعتبر من الأطعمة الشهية في الصين، حيث يُقسم الرأس إلى نصفين، ويتم أكل المخ والأنسجة الأخرى.
  - الكلى: توجد في جيوب عميقة على كل جانب من جوانب العمود الفقري.
  - العنق: يتم تقديمه في أطباق آسيوية مختلفة، كما يُحشى لتحضير طبق «هلزل» عند اليهود الأشكناز.
  - الأصداف: تقع هذه القطع الصغيرة الدائرية من اللحم الداكن على الظهر بالقرب من الفخذ وتعتبر طعامًا شهيًا.[7]
  - المحراثية (أرداف الدجاج) والخصيتين: تؤكل هذه عادة في شرق آسيا وبعض أجزاء جنوب شرق آسيا.
- المنتجات الثانوية
  - الدم: بعد الذبح مباشرة، يمكن تصريف الدم في وعاء، والذي يستخدم بعد ذلك في منتجات مختلفة. في العديد من البلدان الآسيوية، يُصب الدم في أشكال قرصية، ويُترك ليتصلب للبيع. يتم تقطيعها عادة إلى مكعبات، وتستخدم في أطباق الحساء.
  - الهيكل العظمي: يُستخدم في اعداد مرق الحساء بعد نزع اللحم منه.[8]
  - بيض الدجاج: المنتج الثانوي الأكثر شهرة واستهلاكًا.
  - القلب والقوانص: في الشوراسكو البرازيلي، غالبًا ما يُنظر إلى قلوب الدجاج على أنها طعام شهي.[9]
  - الكبد: هو أكبر عضو في الدجاج، ويستخدم في أطباق مثل «الباتيه» (Pâté) والكبد المفروم.
  - دهن الدجاج: ينتج من اختلاص الدجاج ومعالجته، يستخدم في اطباق متنوعة.